# Хомин Назарій Ігорович
Наза́рій І́горович Хоми́н (11 лютого 1989, с. Новий Кропивник — 20 серпня 2023, с. Кліщіївка) — український військовослужбовець, учасник російсько-української війни.

## Життєпис
Народився 1989 року в селі Новий Кропивник Львівської області. Навчався у місцевій школі; професійну освіту за фахом хіміка-технолога здобув у Дрогобицькому коледжі нафти і газу.
У лютому 2022 року влився в ряди захисників України. Брав участь у боях на Миколаївському, Херсонському, по тому — Донецькому напрямку.
Зазнав важкого поранення 31 січня 2023 року поблизу населеного пункту Іванівське Донецької області. Після короткотривалого лікування відмовився від подальшої реабілітації і проходження ВЛК та повернувся в частину.
Загинув 20 серпня 2023 року під час штурмів ворожих позицій у селі Кліщіївка Донецької області.
Без Назарія лишилися батьки та брат із сім'єю.

## Нагороди та вшанування
- Орден «За мужність» III ступеня (11 січня 2024, посмертно) — за особисту мужність, виявлену у захисті державного суверенітету та територіальної цілісності України, самовіддане виконання військового обов'язку[2].
- Нагрудний знак Головнокомандувача «Золотий хрест».
- У Новокропивницькій школі, де навчався Назарій, йому встановлена меморіальна дошка[3].